# Епархия Лафейетта (Индиана)
Епархия Лафейетта в Индиане (лат. Dioecesis Lafayettensis in Indiana) — епархия Римско-Католической церкви с центром в городе Лафейетт, США. Епархия Лафейетта в Индиане входит в митрополию Индианаполиса. Кафедральным собором епархии Лафейетта в Индиане является Собор Непорочного зачатия Пресвятой Девы Марии.

## История
21 октября 1944 года Римский папа Пий XII издал буллу «Ut sedulo studio», которой учредил епархию Лафейетта в Индиане, выделив её из епархии Форт-Уэйна (сегодня — Епархия Форт-Уэйна — Саут-Бенда).

## Ординарии епархии
- епископ Джон Джордж Беннетт[англ.] (11.11.1944 — 20.11.1957)
- епископ Джон Джозеф Карберри (20.11.1957 — 20.01.1965) — назначен епископом Колумбуса, кардинал с 1969
- епископ Рэймонд Джозеф Галлахер[англ.] (21.06.1965 — 26.10.1982)
- епископ Джордж Эвис Фулчер[англ.] (08.02.1983 — 25.01.1984)
- епископ Уильям Лео Хиги[англ.] (07.04.1984 — 12.05.2010)
- епископ Тимоти Лоуренс Доэрти[англ.] (с 12.05.2010)

## Источник
- Annuario Pontificio, Libreria Editrice Vaticana, Città del Vaticano, 2003, ISBN 88-209-7422-3
- Булла Ut sedulo studio, AAS 37 (1945), стр. 106  (лат.)